# Arthur Berry

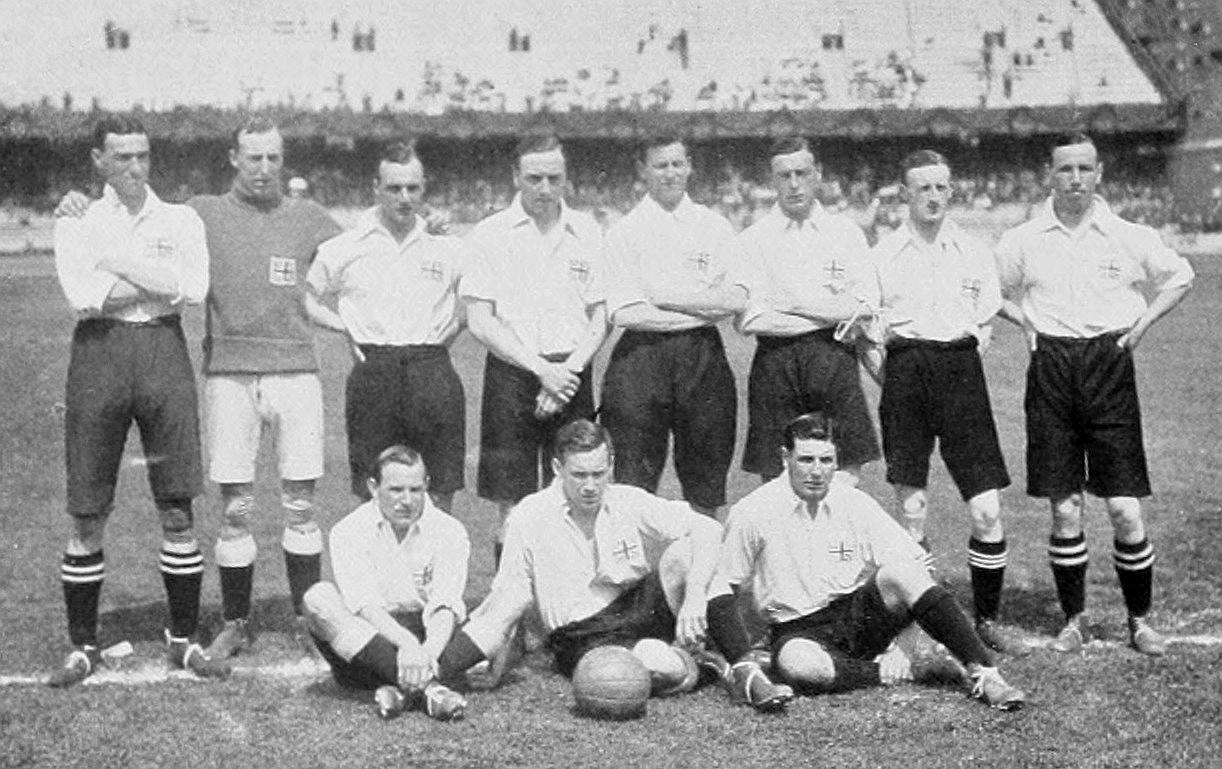
1912: Olympiateam Großbritannien

Arthur Berry (* 3. Januar 1888 in Liverpool; † 15. März 1953 ebenda) war ein englischer Fußballspieler.

## Karriere
Berry spielte zunächst Rugby und kam erst am Wadham College mit dem Fußball in Berührung. Er wurde zumeist als rechter Flügelspieler eingesetzt und spielte auf Vereinsebene für Northern Nomads, zeitweise zwischen 1907 und 1909 sowie kurzzeitig in der Saison 1912/13 absolvierte er insgesamt vier Partien für den FC Liverpool, zudem spielte er auch für den FC Fulham, FC Everton und AFC Wrexham. In Oxford spielte er für Oxford University, deren 22. und letzter Nationalspieler er wurde und für Oxford City, mit denen er 1913 im Finale des FA Amateur Cups stand, allerdings nach einem 1:1 in der ersten Finalbegegnung im Wiederholungsspiel mit 0:1 South Bank unterlag.
Mit der britischen Olympiamannschaft wurde Berry 1908 und 1912 Olympiasieger. Er war neben Vivian Woodward der einzige, der bei beiden Erfolgen der Engländer dabei war. Insgesamt spielte er 32 Partien für die englische Amateurauswahl. Am 13. Februar 1909 kam Berry zu einem Einsatz für die englische A-Nationalmannschaft. In Bradford gewann er mit seiner Mannschaft im Rahmen der British Home Championship 1908/09 gegen die Auswahl Irlands mit 4:0. Berry arbeitete während seiner Amateurkarriere in der Kanzlei seines Vaters Edwin, der zwischen 1904 und 1909 Präsident beim FC Liverpool war, als Rechtsanwalt. Im Ersten Weltkrieg diente er als Adjutant bei den Lancashire Fusiliers.

## Erfolge
- Olympischer Goldmedaillengewinner: 1908, 1912